# Boncé
Boncé település Franciaországban, Eure-et-Loir megyében. Lakosainak száma 223 fő (2022. január 1.). Boncé Dammarie, Fresnay-le-Comte, Theuville és Les Villages Vovéens községekkel határos.

## Népesség
A település népességének változása:
| Lakosok száma | 164  | 178  | 197  | 223  | 243  | 244  | 245  | 244  | 244  | 223  |
|               | 1968 | 1982 | 1990 | 2006 | 2013 | 2015 | 2017 | 2019 | 2020 | 2022 |